# 関野善次郎

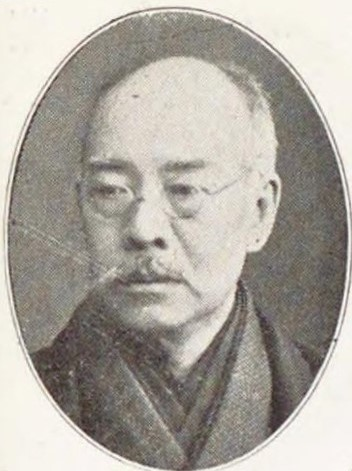
関野善次郎

関野 善次郎（せきの ぜんじろう、1853年6月20日（嘉永6年5月14日）- 1935年（昭和10年）11月15日）は、日本の政治家、実業家。衆議院議員、富山市長。旧姓は神野、幼名は太三郎、旧名は彦兵衛。族籍は富山県平民。

## 経歴
能登国鹿島郡八幡村（現石川県七尾市八幡町）で、豪農・神野太平次の六男として生まれる。元治元年（1864年）富山東堤町（現富山市）の呉服商・関野善右衛門の養子となり彦兵衛と改名。その後、家督を相続して善次郎と改名し、富山藩より長町人（おとなちょうにん）に任じられ、さらに呉服物御用方、藩金融通所手添役を務めた。
明治維新後は、戸長、富山連合町会議員、同議長を務め、1882年、越中改進党の結成に参画し、1884年、山野清平と『中越新聞』を発刊するなど、富山県の改進党系の指導者として活動した。その他、富山市会議員、同議長、富山県会議員、同議長などを務め、1890年7月、第1回衆議院議員総選挙に富山県第一区から出馬して当選し、その後、第2回（補欠選挙）、第3回、第7回、第9回総選挙でも当選した。
1907年12月12日、富山市長に就任。富直線開通の促進、市内道路網の整備、近隣村との合併の促進、富山市史編纂事業の着手などを進めた。市長在任中の1909年、日本製糖汚職事件で検挙され、同年5月7日、市長を辞任し、同年7月3日に、東京地方裁判所第二刑事部において重禁固3ヶ月、執行猶予3年の有罪判決が言い渡された。これにより勲四等を褫奪された。その後、1915年3月の第12回総選挙に憲政会所属で富山市選挙区から出馬して再選され、衆議院議員を通算6期務めた。
実業界では、第百二十三国立銀行の設立に加わり取締役に就任。その他、第十二国立銀行頭取、富山商業会議所会頭、米穀肥料取引所理事長、富山日報監査役、富山電気監査役、富山県農工銀行監査役、中越鉄道取締役などを務めた。

## 人物
住所は富山市袋町。

## 家族・親族
関野家
- 養父・善右衛門[2]
- 妻・ヤヰ（1862年 - ?、養父善右衛門の長女）[2]
- 長男・善郎（1889年 - ?）[2]
- 二男・幸次郎（1891年 - ?、神野良の養子となる）[2]
- 養子[2]